# Härjedalen (comuna)
Härjedalen (em sueco: Härjedalen kommun;  PRONÚNCIA; em lapão do Sul: Herjedaelien tjïelte) ou Herdália é uma comuna da Suécia localizada no condado de Jämtland. Sua capital é a cidade de Sveg. Possui 11 284 quilômetros quadrados e segundo censo de 2022, havia 10 185 habitantes.
É desde 2010 uma ”zona administrativa de língua lapónica” (Förvaltningsområdet för samiska språket), onde existem direitos linguísticos reforçados para a minoria étnica dos lapões.

## Localidades principais
Localidades com mais população da comuna (2022):

| # | Localidade | População |
| - | ---------- | --------- |
| 1 | Sveg       | 2 509     |
| 2 | Funäsdalen | 1 054     |
| 3 | Hede       | 762       |